# Diócesis de Dunkeld (antigua)
La diócesis de Dunkeld (antigua) (en latín: Dioecesis Dunkeldensis y en inglés: Diocese of Dunkeld) fue una circunscripción eclesiástica de la Iglesia católica en el Reino Unido. Se trataba de una diócesis latina, sufragánea de la arquidiócesis de San Andrés. Fue suprimida por el parlamento escocés el 7 de agosto de 1560 y finalizó de hecho al fallecer su último obispo católico en marzo de 1585.

## Territorio y organización
La diócesis extendía su jurisdicción sobre los fieles católicos de rito latino residentes en la parte central de Escocia.
La sede de la diócesis se encontraba en la ciudad de Dunkeld, en donde se halla la excatedral de San Columba, perteneciente desde 1560 a la Iglesia de Escocia.
En la diócesis existían 5 decanatos: Angus (o Rattray), Atholl y Drumalban, Fife y Fothriff, Lothian y Strathearn.

## Historia
La región picta del sur (Escocia meridional) fue evangelizada desde principios del siglo V por el misionero celta Niniano, cuyo trabajo fue continuado en el siglo siguiente por Columba y los misioneros escocés-irlandeses de la abadía de Iona. La actividad misionera y el progreso alcanzado fueron severamente puestos a prueba por las invasiones escandinavas a finales del siglo VIII.
En la misma época Dunkeld hizo su aparición en documentos históricos, cuando el rey de los pictos Caustantín mac Fergusa († 820) hizo erigir allí un monasterio y una iglesia, que presumiblemente fueron destruidos en 839 tras la invasión de los vikingos que destruyeron y quemaron todo el Fortriu. Tras la muerte de Caustantín, las guerras por la supremacía las ganó Cináed Mac Ailpín, que fijó su sede en Dunkeld. Reconstruyó el monasterio y la iglesia, donde hizo trasladar las reliquias de san Columba desde Iona. Hay cinco abades de Fortriu que nos transmiten las fuentes. El primero fue Tuathal McArtguso (849-865); los Anales de Úlster lo registran como «Tuathal m. Artgusso prim-epscop Fortrenn & abbas Duin Caillenn», es decir, Tuathal, hijo de Artgus, primer obispo de Fortriu y abad de Dunkeld. Es el único abad recordado como obispo; de hecho, sus sucesores son mencionados por los mismos Anales como princeps.
Con el matrimonio entre la princesa anglosajona Margarita y el rey escocés Malcolm Canmore alrededor de 1070, comenzó un período de reforma progresiva para la Iglesia escocesa que vio la transición de la Iglesia de tipo celta y monástica a la basada en la organización diocesana. Así se introdujo el monacato occidental y, durante el reinado de Edgardo (1097-1107), se erigió una parroquia por primera vez en Escocia. Su sucesor, Alejandro I (1107-1124), erigió las dos primeras diócesis escocesas, Dunkeld y Moray, el 20 de junio de 1107.
Posteriormente, Dunkeld cedió porciones de su territorio para la erección de las diócesis de Dunblane y Brechin (mediados del siglo XII) y de Argyll y de las Islas (principios del siglo XIII).
La construcción de la catedral data del siglo XIII, fue consagrada por el obispo Thomas Lauder en 1464 y no se terminó hasta principios del siglo XVI. El primer obispo en ser enterrado allí fue Galfred de Liberatione en 1249. A este obispo se le debe la introducción en la catedral del canto gregoriano y de la liturgia ad instar Ecclesiae Sarum.
Con la erección de las sedes metropolitanas de Escocia en la segunda mitad del siglo XV, Dunkeld, que hasta entonces estaba inmediatamente sujeta a la Santa Sede, fue sufragánea de la arquidiócesis de Glasgow durante un tiempo, convirtiéndose más tarde en sufragánea de la arquidiócesis de San Andrés.

### Reforma escocesa
La diócesis católica terminó el 7 de agosto de 1560 cuando el parlamento escocés adoptó los artículos de la fe protestante. El último obispo católico fue Robert Crichton, uno de los tres obispos que se negaron a unirse a la nueva fe. El prelado logró resistir durante una década bajo la protección de María Estuardo antes de ser arrestado por el conde de Morton en 1571; finalmente fue puesto en libertad por senilidad como señal de distensión por el rey Jacobo poco antes de su muerte en 1585. La Iglesia de Escocia abolió todas las diócesis luego de la Revolución inglesa y de la Gloriosa Revolución. La Iglesia episcopal escocesa la volvió a reponer pero luego se resignó a abolirla fusionándola con San Andrés en 1837.
La diócesis de Dunkeld fue restaurada el 4 de marzo de 1878 por el papa León XIII.

## Episcopologio
- Cormac † (antes de 1114-después de 1131)
- Gregory † (antes de 1147-1169 falleció)
- Richard I de Prebenda † (1170-circa 1178 falleció)
  - Walter de Bidun † (1178-1178 falleció) (obispo electo, hijo de Halenald de Bidun)
- John I † (1178-1203 falleció)
- Richard II † (1203-mayo de 1210 falleció)
- John II de Leicester † (13 de junio o 22 de julio de 1212-7 de octubre de 1214 falleció)
- Hugh de Sigillo † (1214-6 de enero de 1229 falleció)
  - Matthew the Scot † (1229 falleció) (obispo electo)
- Gilbert † (1229-30 de marzo de 1236 falleció)
- Galfred de Liberatione † (6 de septiembre de 1236-22 de noviembre de 1249 falleció)
  - David † (obispo electo)
- Richard III de Inverkeithing † (1250-16 de abril de 1272 falleció)
- Robert de Stuteville † (7 de mayo de 1273-1283 falleció)
  - Hugh de Strivelyn † (obispo electo)
- William † (13 de diciembre de 1283-circa 1287 falleció)
- Matthew de Crambeth † (10 de abril de 1288-1309 falleció)
- William Sinclair † (8 de mayo de 1312 consagrado-27 de junio de 1337 falleció)
  - Sede vacante (1337-1344)
- Richard IV de Pilmor † (5 de julio de 1344 consagrado-circa 1347 falleció)
- Donnchadh de Strathearn † (15 de octubre de 1347-1354 falleció)
- John III † (18 de mayo de 1355-1370)
- Michael de Monymusk † (26 de julio de 1372-1 de marzo de 1376 falleció)
  - Andrew Umphray † (17 de junio de 1377-? falleció) (obispo electo)
- Obispos de obediencia romana:
  - Robert Derling † (30 de octubre de 1379-circa 1384/1390 falleció)
  - Nicolas Duffeld, O.E.S.A. † (3 de mayo de 1390-1426 falleció)
  - William Gunwardby † (circa 1430-1457 falleció)
- John de Peblys † (19 de octubre de 1379-1390 falleció)
- Robert Sinclair † (1 de febrero de 1391-antes del 27 de noviembre de 1398 falleció)
- Robert de Cardeny † (27 de noviembre de 1398-16 de enero de 1436 falleció)
  - Donald MacNachtane (o MacNaughton) † (1436-? falleció) (obispo electo)
- James Kennedy † (1 de julio de 1437-28 de mayo de 1440 nombrado obispo de San Andrés)
  - Alexander Lauder † (6 de junio de 1440-11 de octubre de 1440 falleció) (obispo electo)
  - Thomas Livingston † (29 de noviembre de 1440-1450 renunció) (antiobispo)
- James Bruce † (6 de febrero de 1441-3 de febrero de 1447 nombrado obispo de Glasgow)
- William Turnbull † (10 de febrero de 1447-27 de octubre de 1447 nombrado obispo de Glasgow)
- John Ralston † (27 de octubre de 1447-1452 falleció)
- Thomas Lauder † (28 de abril de 1452-1475 renunció)
- James Livingston † (2 de octubre de 1475-30 de agosto de 1483 falleció)
- George Brown † (22 de octubre de 1483-14 de enero de 1514 falleció)
- Gavin Douglas † (25 de mayo de 1515-1522 falleció)
- Robert Cockburn † (27 de abril de 1524-? falleció)
- George Crichton, C.R.S.A. † (25 de junio de 1526-24 de enero de 1544 falleció)
- John Hamilton † (17 de diciembre de 1544-28 de noviembre de 1547 nombrado arzobispo de San Andrés)
- Robert Crichton † (28 de noviembre de 1547 por sucesión-marzo de 1585 falleció)
  - Sede suprimida